# Top Gun (colonna sonora)
| Recensione | Giudizio |
| ---------- | -------- |
| AllMusic   |          |

Top Gun è la colonna sonora del film Top Gun, prodotto dalla Columbia Records nel 1986. L'album fu capace di stazionare per diverse settimane alla prima posizione della classifica statunitense Billboard 200.

## Descrizione
La versione originale del disco comprendeva solo dieci canzoni; nel 1999 e nel 2006 vennero pubblicate delle versioni estese contenenti cinque tracce bonus, che, sebbene presenti nella pellicola, non sono state composte appositamente per il film. Dall'album sono stati estratti i singoli Take My Breath Away (Love Theme from Top Gun), Danger Zone ed Heaven in Your Eyes, capaci di raggiungere rispettivamente la 1ª, la 2ª e la 12ª posizione in classifica. Prodotta da Giorgio Moroder per i Berlin, Take My Breath Away venne premiata con l'Oscar alla migliore canzone nel 1987.
Dato il grande successo di Take my Breath Away uscì in contemporanea la cover italiana Toglimi il respiro cantata da Cristiano Malgioglio.
Ricordata come una delle più belle colonne sonore di tutti i tempi, secondo AllMusic Top Gun "rimane un artefatto per eccellenza di metà anni ottanta" mentre i suoi singoli "continuano a definire il sound bombastico e melodrammatico che ha dominato le classifiche pop dell'epoca".

## Tracce
1. Kenny Loggins – Danger Zone – 3:36
2. Cheap Trick – Mighty Wings – 3:51
3. Kenny Loggins – Playing with the Boys – 3:59
4. Teena Marie – Lead Me On – 3:47
5. Berlin – Take My Breath Away (Love Theme from "Top Gun") – 4:11
6. Miami Sound Machine – Hot Summer Nights – 3:38
7. Loverboy – Heaven in Your Eyes – 4:04
8. Larry Greene – Through the Fire – 3:46
9. Marietta – Destination Unknown – 3:48
10. Harold Faltermeyer e Steve Stevens – Top Gun Anthem – 4:12
11. Otis Redding – (Sittin' on) the Dock of the Bay – 2:42
12. Harold Faltermeyer – Memories – 2:57
13. Jerry Lee Lewis – Great Balls of Fire – 1:57
14. The Righteous Brothers – You've Lost That Lovin' Feelin' – 3:44
15. Kenny Loggins – Playing with the Boys (Dance Mix) – 6:41

## Omissioni
- I Toto erano stati contattati per registrare Danger Zone, prima che il brano passasse nelle mani di Kenny Loggins. I membri del gruppo avevano inoltre composto un tema romantico intitolato Only You, in origine sostituto di Take My Breath Away, ma alcuni disaccordi tra i produttori e gli avvocati della band impedirono la loro partecipazione al film.[13]
- A Bryan Adams fu chiesto di poter utilizzare la sua canzone Only the Strong Survive nella colonna sonora, ma egli rifiutò perché ritenne che il film glorificasse la guerra. Il brano verrà successivamente inciso per l'album Into the Fire (1987).
- Anche i Judas Priest furono contattati per utilizzare la loro canzone Reckless, ma questi declinarono, convinti che il film sarebbe stato un flop e per non escludere il brano dal loro album concomitante Turbo (1986).[14]